# Список министров культуры России

## Всесоюзный комитет по делам искусств при СНК СССР
Образован 17 января 1936 года.
| Имя                                      | Дата вступления в должность | Дата снятия с должности |
| ---------------------------------------- | --------------------------- | ----------------------- |
| Керженцев, Платон Михайлович (1881—1940) | 17 января 1936              | 15 января 1938          |
| Назаров, Алексей Иванович (1905—1968)    | 19 января 1938              | 1 апреля 1939           |
| Храпченко, Михаил Борисович (1904—1986)  | 1 апреля 1939               | 15 марта 1946           |

15 марта 1946 года преобразован в Комитет по делам искусств при СМ СССР.

## Комитет по делам искусств при СМ СССР
Образован 15 марта 1946 года из Комитета по делам искусств при СНК СССР.
| Имя                                      | Дата вступления в должность | Дата снятия с должности |
| ---------------------------------------- | --------------------------- | ----------------------- |
| Храпченко, Михаил Борисович (1904—1986)  | 19 марта 1946               | 26 января 1948          |
| Лебедев, Поликарп Иванович (1904—1981)   | 4 февраля 1948              | 24 апреля 1951          |
| Беспалов, Николай Николаевич (1906—1980) | 24 апреля 1951              | 15 марта 1953           |

15 марта 1953 года при образовании Министерства культуры СССР вошёл в его состав.

## Министерство культуры СССР
Образовано 15 марта 1953 года при объединении Министерства высшего образования, Министерства кинематографии, Министерства трудовых ресурсов, Комитета по делам искусств при СМ СССР и Комитета по радиовещанию при СМ СССР.
| Имя                                               | Дата вступления в должность          | Дата снятия с должности        |
| ------------------------------------------------- | ------------------------------------ | ------------------------------ |
| Пономаренко, Пантелеймон Кондратьевич (1902—1984) | 15 марта 1953                        | 9 марта 1954                   |
| Александров, Георгий Фёдорович (1908—1961)        | 9 марта 1954                         | 10 марта 1955                  |
| Михайлов, Николай Александрович (1906—1982)       | 21 марта 1955                        | 4 мая 1960                     |
| Фурцева, Екатерина Алексеевна (1910—1974)         | 4 мая 1960                           | 24 октября 1974                |
| Демичев, Пётр Нилович (1918—2010)                 | 14 ноября 1974                       | 18 июня 1986                   |
| Захаров, Василий Георгиевич (1934—2023)           | 15 августа 1986                      | 7 июня 1989                    |
| Губенко, Николай Николаевич (1941—2020)           | 21 ноября 1989 и. о. 28 августа 1991 | 28 августа 1991 27 ноября 1991 |

Преобразовано 27 ноября 1991 года в Комитет СССР по культуре.

## Межгосударственный[8]совет по культуре
Образован 10 декабря 1991 года на базе Комитета СССР по культуре.
Фактически ликвидирован 26 декабря 1991 года в связи с прекращением существования СССР. Председатель не назначался. Преемником является созданный в 1995 году Совет по культурному сотрудничеству государств – участников СНГ.

## Министерство культуры РСФСР
Образовано 1 апреля 1953 года на базе Министерства кинематографии РСФСР, Комитета по делам культурно-просветительных учреждений, Комитета по делам искусств, Управления по делам полиграфической промышленности, издательств и книжной торговли при Совете Министров РСФСР.
| Имя                                                                       | Дата вступления в должность               | Дата снятия с должности            |
| ------------------------------------------------------------------------- | ----------------------------------------- | ---------------------------------- |
| Зуева, Татьяна Михайловна (1905—1969)                                     | 1 апреля 1953 года                        | 24 мая 1958 года                   |
| Попов, Алексей Иванович (1916—1990)                                       | 24 мая 1958 года                          | 17 ноября 1965 года                |
| Кузнецов, Николай Александрович (1922—1988)                               | 26 ноября 1965 года                       | 28 февраля 1974 года               |
| Мелентьев, Юрий Серафимович (1932—1997)                                   | 28 февраля 1974 и. о. 15 июня 1990        | 15 июня 1990 14 июля 1990          |
| Соломин, Юрий Мефодьевич (1935—2024)                                      | 8 сентября 1990 года и. о. 15 ноября 1991 | 15 ноября 1991 года 5 декабря 1991 |
| Шкурко, Александр Иванович (1937—2022) и. о. как 1-й заместитель министра | 5 декабря 1991 года                       | 5 февраля 1992 года                |
| Сидоров, Евгений Юрьевич (род. 1938)                                      | 5 февраля 1992 года                       | 27 марта 1992 года                 |

Указом Президента России от 27 марта 1992 года № 311 упразднено Министерство культуры РСФСР и создано Министерство культуры и туризма Российской Федерации.
25 декабря 1991 Верховный Совет РСФСР принял закон о переименовании РСФСР в Российскую Федерацию (РФ). 21 апреля 1992 года Съезд народных депутатов РСФСР внёс соответствующие изменения в Конституцию РСФСР, которые вступили в силу 16 мая 1992 года.

## Министерство культуры и туризма Российской Федерации
Образовано 27 марта 1992 года на базе упраздненного Министерства культуры РСФСР.
| Имя                                  | Дата вступления в должность | Дата снятия с должности |
| ------------------------------------ | --------------------------- | ----------------------- |
| Сидоров, Евгений Юрьевич (род. 1938) | 27 марта 1992               | 30 сентября 1992        |

30 сентября 1992 года преобразовано в Министерство культуры.

## Министерство культуры Российской Федерации
Образовано 30 сентября 1992 года на базе Министерства культуры и туризма.
| Имя                                         | Дата вступления в должность | Дата снятия с должности |
| ------------------------------------------- | --------------------------- | ----------------------- |
| Сидоров, Евгений Юрьевич (род. 1938)        | 23 декабря 1992             | 28 августа 1997         |
| Дементьева, Наталия Леонидовна (род. 1945)  | 28 августа 1997             | 30 сентября 1998        |
| Егоров, Владимир Константинович (род. 1947) | 30 сентября 1998            | 8 февраля 2000          |
| Швыдкой, Михаил Ефимович (род. 1948)        | 8 февраля 2000              | 9 марта 2004            |

9 марта 2004 года преобразовано в Министерство культуры и массовых коммуникаций РФ.

## Министерство культуры и массовых коммуникаций Российской Федерации
Образовано 9 марта 2004 года на базе Министерства культуры РФ и Министерства РФ по делам печати, телерадиовещания и средств массовых коммуникаций.
| Имя                                      | Дата вступления в должность | Дата снятия с должности |
| ---------------------------------------- | --------------------------- | ----------------------- |
| Соколов, Александр Сергеевич (род. 1949) | 9 марта 2004                | 12 мая 2008             |

12 мая 2008 года преобразовано в Министерство культуры РФ. Управление массовыми коммуникациями передано в Министерство связи РФ.

## Министерство культуры Российской Федерации
Образовано 12 мая 2008 года на базе Министерства культуры и массовых коммуникаций РФ.
| Имя                                           | Дата вступления в должность | Дата снятия с должности |
| --------------------------------------------- | --------------------------- | ----------------------- |
| Авдеев, Александр Алексеевич (род. 1946)      | 12 мая 2008                 | 21 мая 2012             |
| Мединский, Владимир Ростиславович (род. 1970) | 21 мая 2012                 | 15 января 2020          |
| Любимова, Ольга Борисовна (род. 1980)         | с 21 января 2020            | по настоящее время      |

## Источник
- Государственная власть СССР. Высшие органы власти и управления и их руководители. 1923—1991 гг. / Сост. В. И. Ивкин. — М.: РОССПЭН, 1999. — ISBN 5-8243-0014-3